# Знак отличия ордена Святой Анны
Знак отли́чия о́рдена Свято́й А́нны — награда для нижних воинских чинов Российской империи, представляла собой серебряную позолоченную медаль с изображением орденского знака (красной мастичной краской).
Учреждён 12 ноября 1796 года императором Павлом I для унтер-офицеров и рядовых, выслуживших беспорочно 20 лет. Награждённые этим знаком освобождались от телесного наказания.
Первым награждённым знаком стал 1 ноября 1797 года старший унтер-офицер лейб-гвардии Измайловского полка Василий Гурьев. Знак № 2 получил рядовой того же полка Антон Титов, № 3 — рядовой лейб-гвардии Семёновского полка Иван Степанов, № 4 — гренадер лейб-гвардии Преображенского полка Арсений Федосеев. Всего за 1797 год знаком были награждены 6042 человека.
До учреждения Знака отличия ордена Св. Георгия (Георгиевского креста) в 1807 году знаком отличия ордена Святой Анны награждали и за боевые отличия.
11 июля 1864 года в связи с сокращением срока службы с 25 до 7 лет по новому положению знаком отличия ордена Святой Анны стали награждать «за особые подвиги и заслуги, не боевые», к особой заслуге относилась, например, поимка важного государственного преступника. Награждение за выслугу лет было отменено. Однако, 12 декабря 1888 года награждение за выслугу было возвращено и знаком стали награждать унтер-офицеров, беспорочно выслуживших 10 лет сверхсрочной службы в должности фельдфебелей, вахмистров и старших унтер-офицеров строевых рот, эскадронов или батарей.
Награждение знаком отличия ордена Святой Анны производилось одновременно с назначением единовременной денежной суммы, от 10 до 100 рублей в зависимости от заслуги. Этим же знаком, но без банта из орденской ленты и без денежной выдачи, награждались унтер-офицеры за 10 лет сверхсрочной беспорочной службы в строевых частях в должностях фельдфебелей, вахмистров и старших унтер-офицеров строевых рот, эскадронов или батарей.
Отменена награда была в декабре 1917 года.